# تصویرهای متحرک
«تصویرهای متحرک» (به انگلیسی: Moving Pictures) آلبومی از راش است که در سال ۱۹۸۱ میلادی منتشر شد.